# Giovanni Nasalli Rocca di Corneliano
Giovanni Battista Nasalli Rocca di Corneliano (Piacenza, 27 augustus 1872 - Bologna, 13 maart 1952) was een Italiaans geestelijke en kardinaal van de Katholieke Kerk.
Nasalli stamde uit een vrome, adellijke familie. Een zoon van zijn broer, Mario, zou later ook kardinaal worden. Giovanni bezocht het kleinseminarie Collegio Vida in Cremona en het grootseminarie in Piacenza. Vanaf 1891 studeerde hij in Rome, aan het Collegio dei Ss. Ambrogio e Carlo en aan het Collegio Lombardo. Hij werd op 8 juni 1895 priester gewijd. Hij werkte korte tijd als priester in zijn geboortestad, maar vertrok al snel weer naar Rome, waar hij promoveerde in de theologie aan de Pauselijke Universiteit Gregoriana. In 1898 behaalde hij ook nog een doctoraat in het canoniek recht aan de Pauselijke Ecclesiastische Academie, de diplomatenopleiding van de Heilige Stoel. In Rome werkte hij samen met Giacomo Radini-Tedeschi, in het opzetten van de Azzione Cattolica. In 1899 trad hij in dienst bij de Romeinse Curie, bij de Congregatie voor Buitengewone Kerkelijke Aangelegenheden. Hij werd in datzelfde jaar kanunnik-coadjutor van de Basiliek van Maria de Meerdere (in 1902 zou hij gewoon kanunnik van deze basiliek worden).
In 1902 benoemde paus Pius X hem tot huisprelaat en twee jaar later tot apostolisch protonotaris. In 1907 volgde zijn benoeming tot bisschop van Gubbio. Hij ontving zijn bisschopswijding uit handen van Vincenzo Vannutelli. In 1916 keerde hij terug naar Rome, waar hij aalmoezenier van Zijne Heiligheid werd en bisschop-assistent bij de Pauselijke Troon. In 1917 was hij een van de medewijdende bisschoppen bij de bisschopswijding van Eugenio Pacelli, de latere paus Pius XII, die door paus Benedictus XV zelf gewijd werd.
Op 21 november 1921 benoemde paus Benedictus XV Nasalli tot aartsbisschop van Bologna. Nasalli zou hier tot zijn dood, 31 jaar later, blijven. Tijdens het Consistorie van 23 mei 1923 creëerde paus Pius XI hem kardinaal. De Santa Maria in Transpontina werd zijn titelkerk. Kardinaal Nasalli nam deel aan het Conclaaf van 1939.
- Bibliothèque nationale de France: cb17141379g (data)
- Gemeinsame Normdatei: 1147240272
- International Standard Name Identifier: 0000 0001 0923 3060
- Istituto Centrale per il Catalogo Unico: UBOV067543
- Système universitaire de documentation: 237522217
- Virtual International Authority File: 89604173
- WorldCat: E39PBJhhvxGwvGDfkDJXqHWRrq